# Воробьиные овсянки
Воробьиные овсянки (лат. Spizella) — род воробьиных птиц из семейства Passerellidae, ранее включался в семейство овсянковых.

## Классификация
На сентябрь 2024 года в род включают 6 видов:
- Spizella atrogularis (Cabanis, 1851) — Черногорлая воробьиная овсянка
- Spizella breweri Cassin, 1856 — Пустынная  воробьиная овсянка
- Spizella pallida (Swainson, 1832) — Бледная воробьиная овсянка
- Spizella passerina (Bechstein, 1798) — Обыкновенная воробьиная овсянка
- Spizella pusilla (A. Wilson, 1810) — Малая воробьиная овсянка
- Spizella wortheni Ridgway, 1884

Древесная воробьиная овсянка, или просто воробьиная овсянка, ранее включаемая в этот род, выделена в 2015 году в род Spizelloides: Spizelloides arborea (A. Wilson, 1810).

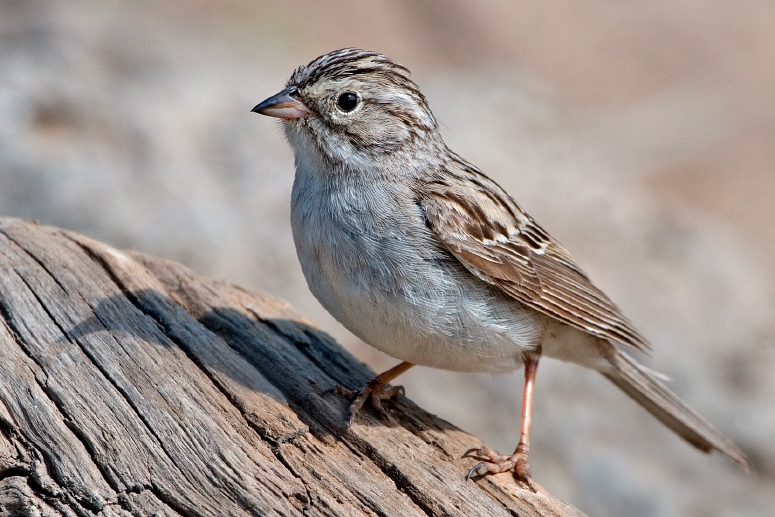
Пустынная  воробьиная овсянка
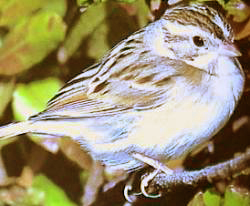
Бледная воробьиная овсянка
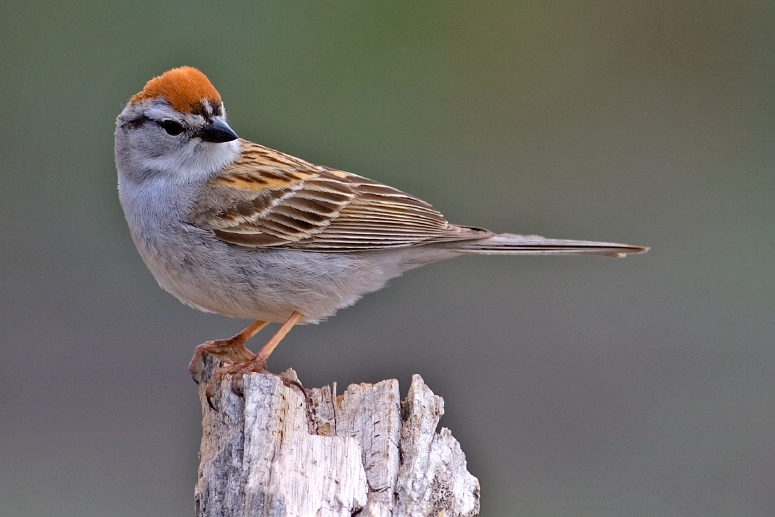
Обыкновенная воробьиная овсянка
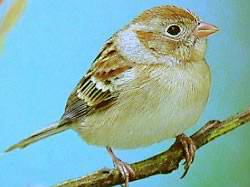
Малая воробьиная овсянка